# Wierzchosławice (gemeente)
De gemeente Wierzchosławice is een landgemeente in het Poolse woiwodschap Klein-Polen, in powiat Tarnowski.
De zetel van de gemeente is in Wierzchosławice.
Op 30 juni 2004 telde de gemeente 10 635 inwoners.

## Oppervlakte gegevens
In 2002 bedroeg de totale oppervlakte van gemeente Wierzchosławice 74,84 km², waarvan:
- agrarisch gebied: 48%
- bossen: 40%

De gemeente beslaat 5,29% van de totale oppervlakte van de powiat.

## Demografie
Stand op 30 juni 2004:
| Omschrijving                   | Totaal | Totaal | Vrouwen | Vrouwen | Mannen | Mannen |
| ------------------------------ | ------ | ------ | ------- | ------- | ------ | ------ |
| eenheid                        | aantal | %      | aantal  | %       | aantal | %      |
| inwoners                       | 10 635 | 100    | 5416    | 50,9    | 5219   | 49,1   |
| bevolkingsdichtheid (inw./km²) | 142,1  | 142,1  | 72,4    | 72,4    | 69,7   | 69,7   |

In 2002 bedroeg het gemiddelde inkomen per inwoner 1317,82 zł.

## Administratieve plaatsen (sołectwo)
Bobrowniki Małe, Bogumiłowice, Gosławice, Kępa Bogumiłowicka, Komorów, Łętowice, Mikołajowice, Ostrów, Rudka, Sieciechowice, Wierzchosławice.

## Aangrenzende gemeenten
Borzęcin, Radłów, Tarnów, gmina Tarnów, Wojnicz, Żabno